# Galápagos (província)
Galápagos é uma província do Equador localizada na região geográfica Insular. Sua capital é a cidade de Puerto Baquerizo Moreno. A província corresponde ao território das ilhas Galápagos.

## Cantões
A província de Galápagos divide-se em três cantões que abrange várias ilhas (capitais entre parênteses):
- Isabela (Puerto Villamil)
  - Isabela
  - Fernandina
  - Darwin (Culpepper)
  - Wolf (Wenman)
- Cristóvão (Puerto Baquerizo Moreno)
  - Española
  - Santa Fé
  - Floreana (Santa María)
  - Genovesa
- Santa Cruz (Puerto Ayora)
  - Santiago (San Salvador)
  - Marchena
  - Pinta
  - Baltra
  - Bartolome
  - Seymour Setentrional
  - Duncan (Duncan)
  - Rabida (Jervis)
  - Plaza Meridional